# Coelioxys miranda
Coelioxys miranda är en biart som beskrevs av Joseph Vachal 1904. Coelioxys miranda ingår i släktet kägelbin, och familjen buksamlarbin. Inga underarter finns listade i Catalogue of Life.